# Wettolsheim
Wettolsheim är en kommun i departementet Haut-Rhin i regionen Grand Est (tidigare regionen Alsace) i nordöstra Frankrike. Kommunen ligger i kantonen Wintzenheim som tillhör arrondissementet Colmar. År 2022 hade Wettolsheim 1 771 invånare.

## Befolkningsutveckling
Antalet invånare i kommunen Wettolsheim
| Referens: INSEE |